# Lentillac-Saint-Blaise
Lentillac-Saint-Blaise település Franciaországban, Lot megyében. Lakosainak száma 191 fő (2022. január 1.). Lentillac-Saint-Blaise Capdenac, Cuzac, Felzins, Lunan és Saint-Félix községekkel határos.

## Népesség
A település népességének változása:
| Lakosok száma | 160  | 166  | 145  | 135  | 145  | 155  | 179  | 187  | 190  | 191  |
|               | 1968 | 1982 | 1990 | 2006 | 2013 | 2015 | 2017 | 2019 | 2020 | 2022 |